# Новая Испания
Ви́це-короле́вство Но́вая Испа́ния (исп. Virreinato de Nueva España) — колония Испании в Северной Америке, существовавшая в 1535—1821 годах. В её состав входили территории современной Мексики, юго-западных штатов США (а также Флориды), государства Центральной Америки (кроме Панамы). Кроме того, в подчинении Новой Испании были Филиппины и включённые в состав Филиппин Каролинские и Марианские острова, в Карибском море — Куба, Пуэрто-Рико и остров Эспаньола (после 1697 — только его восточная часть). Столицей вице-королевства был город Мехико. В 1821 году в результате поражения в Войне за независимость Мексики Испания потеряла все североамериканские земли, на которых образовались новые независимые государства. Куба, Пуэрто-Рико и Филиппины (включая Марианские и Каролинские острова) стали управляться напрямую из Испании — вплоть до 1898 года, когда по итогам войны с США они были также потеряны метрополией.

## Предыстория
Колония была образована на территории бывших индейских государств, таких как империя ацтеков и государства майя. Эти земли были покорены и присоединены к владениям испанского короля Карла V в результате походов Эрнана Кортеса, который и стал в 1522 году первым правителем Новой Испании.
В этот период история Испании как единого государства только начиналась. Поэтому, упорно называя свои владения «Новой Испанией», хотя этот термин впервые предложил Хуан де Грихальва, Кортес, с одной стороны, помогал Карлу V укрепить идею единого испанского государства, а, с другой стороны, — предотвращал разделение своих владений, сосредоточив их под единой властью. В 1528 году власть Кортеса была ограничена, а в 1535 году Новая Испания стала вице-королевством.

## История

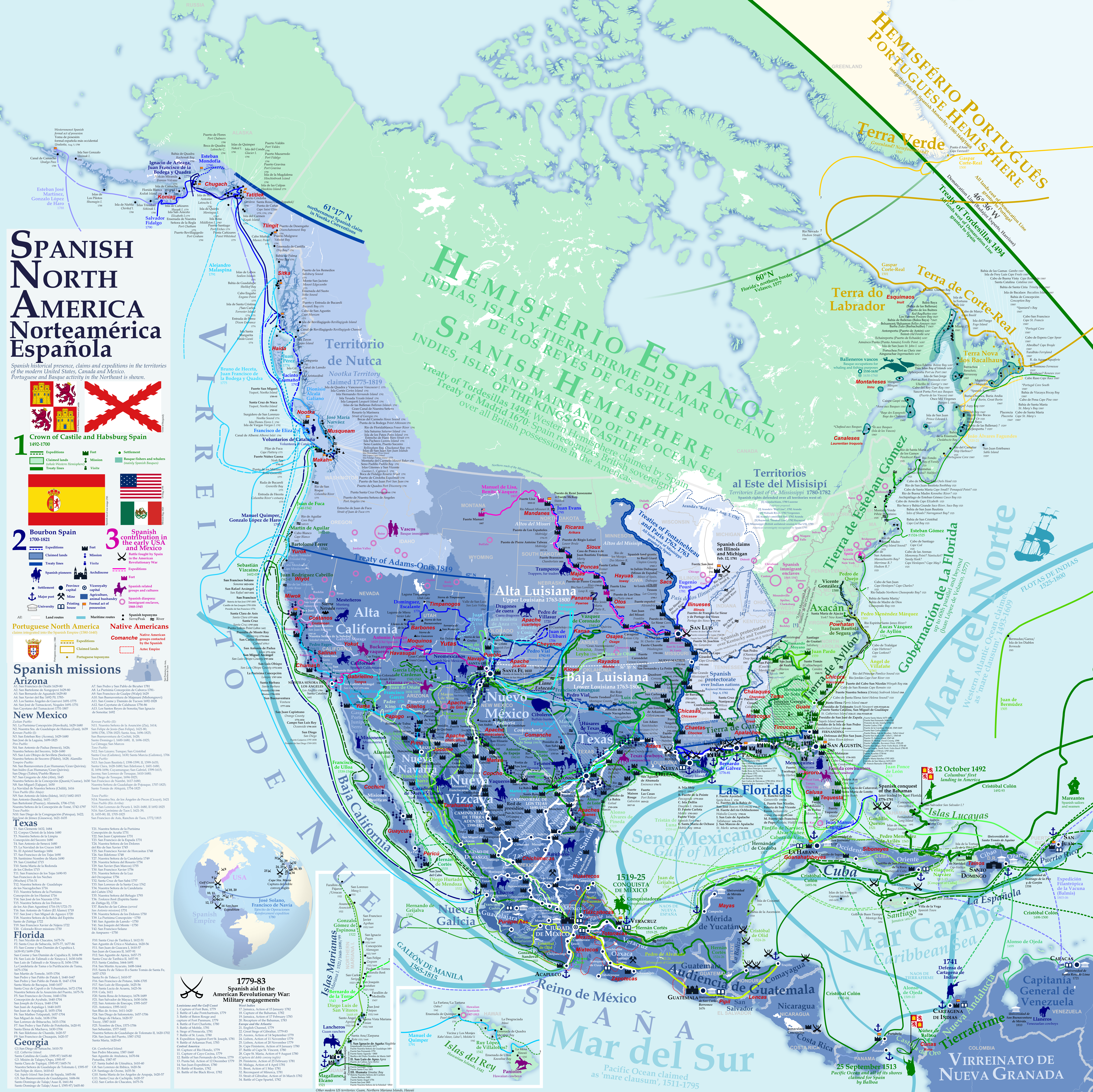
Испанское историческое присутствие, заявленные территории, достопримечательности и экспедиции в Северной Америке

В 1565 году началось регулярное сообщение между Акапулько и испанскими Филиппинами (Манильские галеоны). В 1572 году в Мексике начали свою деятельность иезуиты, которые в 1591 году основали Гвадалахарский университет.
В 1606 году в Мексике произошло восстание беглых рабов. В 1609 году восстание вспыхнуло вновь под предводительством Гаспара Янги. В 1692 году Новую Испанию поразила засуха. В 1693 году была снаряжена картографическая экспедиция, исследовавшая устье Миссисипи.
В 1762 году в ходе Семилетней войны британский флот атаковал и захватил Гавану, а Франция по договору в Фонтенбло уступила Испании земли Луизианы (вошли в состав Новой Испании в 1764 году). В 1763 году по Парижскому миру Гавана была возвращена Испании. В 1769 году экспедиция Портолы достигла бухты Сан-Франциско. В 1781 году Испания поддержала североамериканские колонии Великобритании в войне за независимость и захватила Флориду.
В 1800 году Луизиана была возвращена Франции.

## Политическое и административное устройство

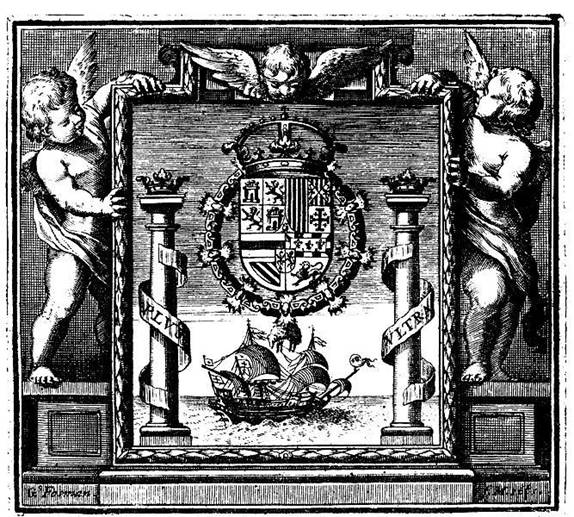
Герб совета по делам Индий

Новая Испания административно включала Новую Галисию, Новую Бискайю, Новое королевство Леон, Новый Сантандер, генерал-капитанство Гватемала и генерал-капитанство Филиппины.
Высшая гражданская и военная власть в Новой Испании находилась в руках назначаемого вице-короля, который подчинялся непосредственно монарху и Верховному совету по делам Индий в Мадриде. При вице-короле находился совещательный орган — аудиенсия. Юрисдикция аудиенсии Мехико распространялась на южную часть вице-королевства, а юрисдикция аудиенсии Гвадалахары (политического и административного центра одноимённого интендантства) — на северную.
В 1786 году часть провинций Новой Испании была преобразована в 12 интендантств, главой каждого из которых являлся интендант, выполнявший административные, судебные и военные функции, ведавшими сбором налогов и деятельностью муниципалитетов провинциальных центров. Семь северных провинций объединялись в два военных округа: западный и восточный. Они управлялись командующими, подчиненными вице-королю. Три провинции сохранили свой прежний статус. Города и сельские округа находились в ведении коррехидоров и старших алькальдов, которым подчинялись выборные старосты индейских селений.
Существовали также местные городские советы — кабильдо, или аюнтамиенто, члены которых официально избирались домовладельцами, но с течением времени эти должности стали пожизненными и наследственными, а иногда даже покупались. Деятельность муниципалитетов находилась под контролем колониальной администрации.

## Население

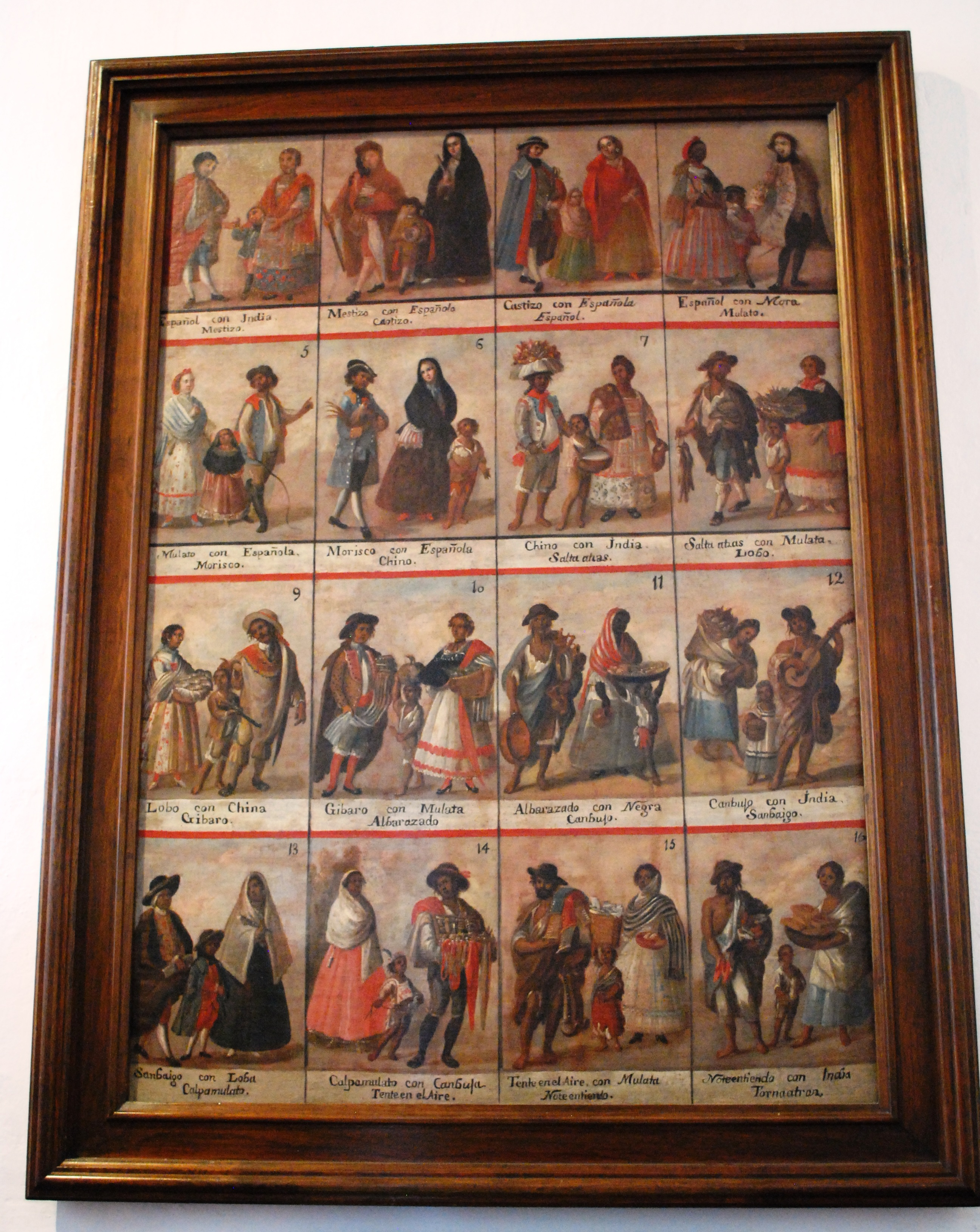
Изображение представителей смешанных рас, населявших Новую Испанию

Население Новой Испании по данным Гумбольдта составляло на 1803 год 5,8 млн человек. Однако современные исследователи считают, что его численность не достигла этой цифры и к 1810 году, когда она равнялась 5 — 5,5 млн человек.
Большую часть населения Новой Испании в начале XIX века составляли её уроженцы и около 40 % из них были индейцами. Первое столетие после конкисты было обозначено резким сокращением численности индейцев, что заставило колонизаторов, нуждавшихся в рабочей силе и налогоплательщиках, перейти от прямого ограбления и истребления коренных жителей к организованной эксплуатации, которая приобрела феодализированную форму. В результате этих изменений со второй половины XVII века начался медленный прирост аборигенного населения, и к началу XIX века его численность достигла уже 2,3 — 2,4 млн человек. Испанское законодательство признавало за индейскими общинами право владения землёй, запрещая её отчуждение без санкции властей. Однако имел место и захват испанцами общинных земель с последующим юридическим оформлением. Индейцы также считались лично свободными. В соответствии с законодательством труд их подлежал оплате и не должен был быть чрезмерно тяжёлым. Однако на практике это не всегда соблюдалось.
С начала XVII века на индейцев налагалась принудительная трудовая повинность (репартимьенто, или куатекиль) в виде строительных работ, работ на рудниках, промышленных предприятиях и плантациях. Для этих целей власти выделяли определённое число мужчин в возрасте от 15 до 60 лет. С индейцев взималась подушная подать — трибуто, которую на рубеже XVIII и XIX веков платили один раз в год в размере двух песо все женатые мужчины от 18 до 50 лет, за исключением наследственных старейшин касиков, старост селений и других должностных лиц. Холостяки и одинокие женщины облагались податью в два раза ниже. Индейцам, согнанным со своих земель, приходилось наниматься батраками, другим за пользование землёй надо было отдавать часть урожая. В обоих случаях индейцы со временем становились наследственными долговыми рабами — пеонами.
Также на плантациях и промышленных предприятиях и в качестве домашней прислуги работали негры, в большинстве своём являвшиеся рабами, которых завозили в Новую Испанию из Африки с середины XVI века. Но по причине высокой смертности и постепенного уменьшения, а затем и полного прекращения их ввоза в результате начавшегося прироста индейского населения численность негров к началу XIX века не превышала 10 тыс. человек.
Привилегированный слой колониального общества составляли уроженцы метрополии, которых местные жители называли гачупинами (исп. gachupin — «люди со шпорами», носило презрительный оттенок). В начале XIX века их насчитывалось около 15 тыс. Это сословие состояло в основном из родовитого дворянства и крупных предпринимателей, представители его занимали почти все высшие административные, военные и церковные посты.
Важную роль в жизни колонии играло креольское население — белые потомки испанцев, родившиеся в колонии. Численность креолов составляла примерно 1,1 млн человек. Хотя номинально креолы обладали теми же правами что и испанцы из метрополии, в реальности они подвергались жёсткой дискриминации и лишь в порядке исключения назначались на высокие должности: за весь колониальный период из 61 вице-короля только трое, а из 171 епископа только 41 были креолами. Из этого слоя населения вышла большая часть помещиков, они пополняли ряды колониальной интеллигенции, занимали должности административного аппарата, церкви и армии.
Метисное население было лишено гражданских прав: метисы и мулаты не могли становиться чиновниками и офицерами, не могли участвовать в выборах органов самоуправления. Они занимались ремеслом, розничной торговлей, служили в качестве управляющих и приказчиков, составляли большинство мелких землевладельцев — ранчеро.

## Роль церкви

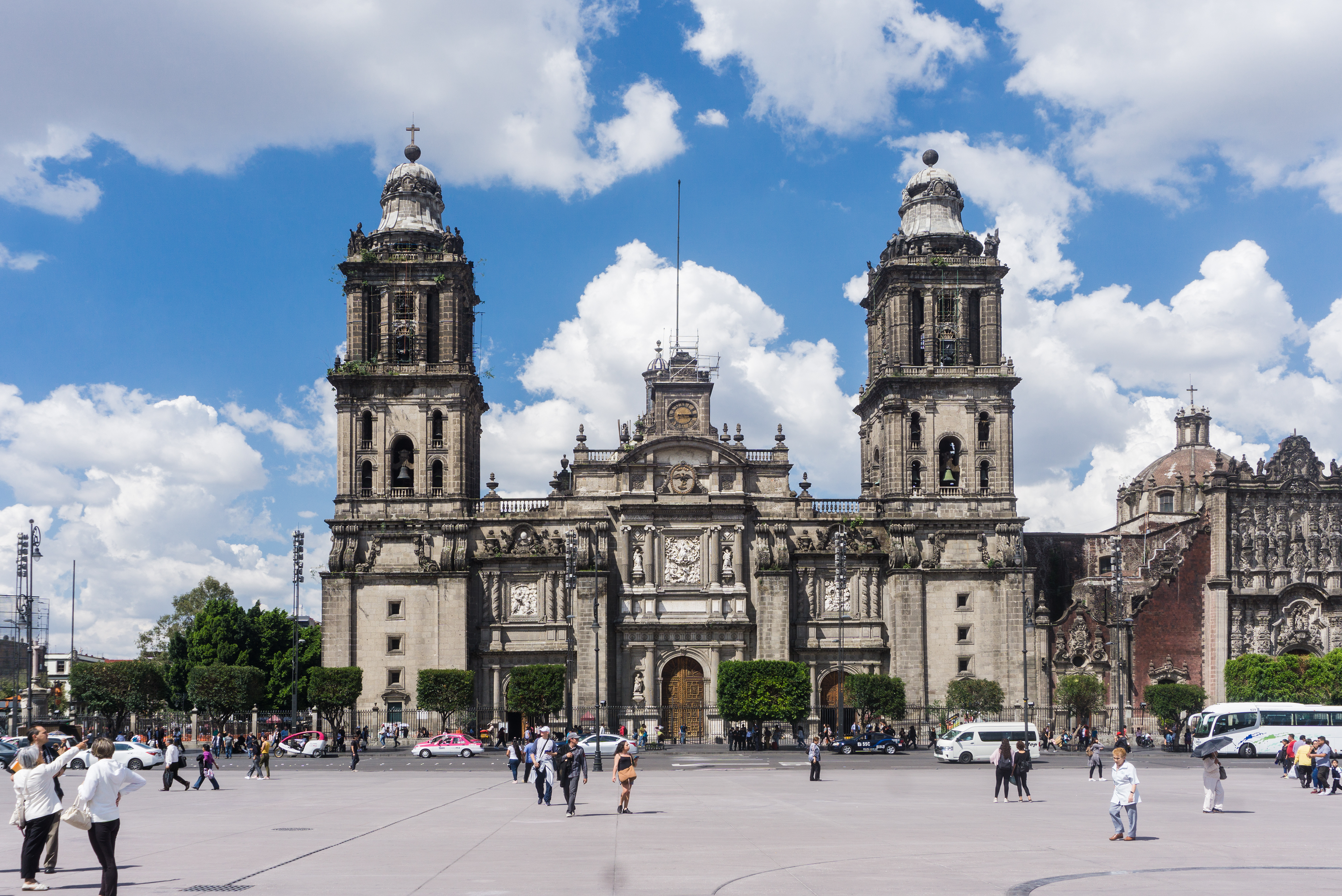
Собор Успения Пресвятой Девы Марии в Мехико

Одним из основных институтов Новой Испании являлась Католическая церковь. Под её влиянием находилась вся духовная жизнь: церковь ведала учебными заведениями, через инквизицию осуществляла цензуру, к концу XVIII в. ей принадлежало более половины всего недвижимого имущества колонии. Однако основная часть церковных средств использовалась в ипотечных и кредитных операциях: денежных ссудах и займах под залог собственности светских землевладельцев, финансировании торговых предприятий, промышленности, сельского хозяйства.
Духовенство обладало рядом привилегий: оно не облагалось налогами и пользовалось правом особой юрисдикции по всем судебным делам, касавшимся личности или имущества (фуэро). Наибольшим влиянием пользовались преимущественно клирики из числа уроженцев метрополии. Низшему же духовенство, состоявшему в основном из креолов и метисов, приходилось жить на скудное жалованье и весьма скромные даяния верующих, таким образом годовой достаток многих приходских священников ненамного превышал средний заработок горнорабочего.
Испанский католицизм легко слился с язычеством аборигенов. Миссионеры приспосабливали все старые сказания и обычаи, которые можно было примирить с христианством. Обращенные индейцы освобождались от податей. Но в лесных районах Чьяпаса и южного Юкатана жили племена, не затронутые христианизацией. С уходом миссионеров индейцы быстро возвращались к своим верованиям.

## Экономика

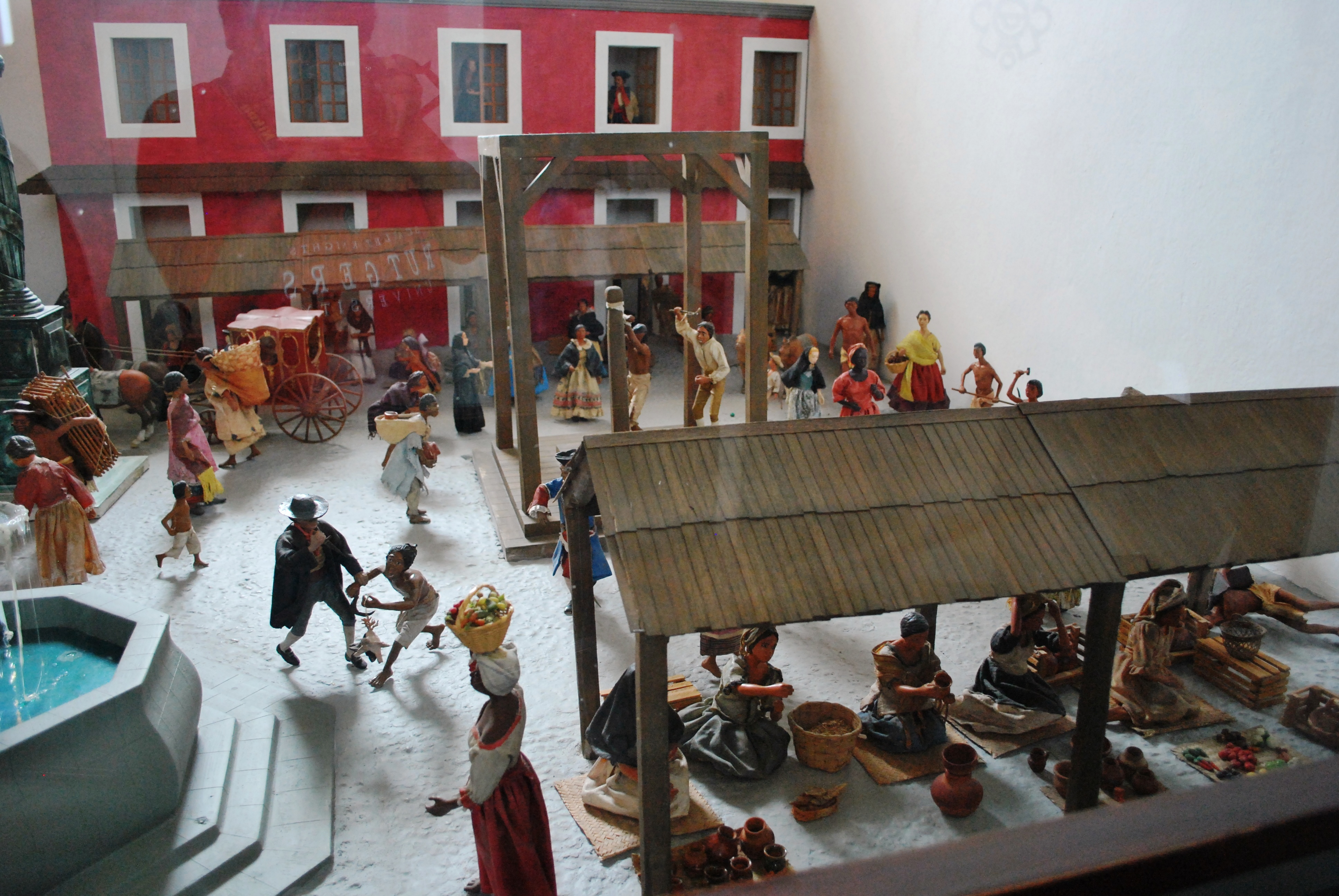
Модель колониального рынка в Тепоцотлане

Хозяйственная жизнь Новой Испании подчинялась интересами метрополии, для которой она была прежде всего источником драгоценных металлов, поэтому их извлечение стало важнейшей отраслью экономики. Рудники являлись собственностью короля, но на практике человек, открывший месторождение, получал его в постоянное владение и должен был отдавать в пользу короны только пятую часть добычи. Добыча рудников увеличилась с 2 млн песо в середине XVI века до 13 млн в середине XVIII в.
На рудниках наряду с индейцами, работавшими в исполнение репартимьенто и выполнявшими главным образом подсобные функции, было задействовано немало горнорабочих из других этнических групп. С ходом экспроприации крестьянских земель и обнищания населения городов предложение рабочей силы возрастало, и пеонаж в горнодобывающей промышленности был вытеснен вольнонаёмным трудом. Например, на рудниках Гуанахуато, дававших в конце XVIII в. шестую часть всей добычи золота и серебра в Америке в 1792 г. из 4 тыс. 659 занятых там горняков большинство — 4 тыс. 536 человек — составляли креолы, метисы и мулаты.
Обрабатывающая же промышленность вице-королевства развивалась медленно. Первые мануфактуры появились в XVI в., но в основном преобладали мелкие мастерские. Их работники объединялись в цехи, уставами которых регулировались такие вопросы как объём производства, число членов цеха, цены на сырьё и готовую продукцию, качество, размеры и цвет изделий. Поскольку кроме цветных металлов разрешалось вывозить только кошениль и индиго, промышленность не развивалась больше, чем того требовал внутренний рынок.
Чтобы избежать конкуренции со стороны колониальной продукции, испанские власти запрещали выращивание в Новой Испании винограда, олив, конопли, льна — разрешалось выращивание только тех культур, которые не произрастали в Испании. Эти ограничения мешали развитию сельскохозяйственного производства. После XVI в. сельское хозяйство практически перестало развиваться, производительно работали только мелкие фермеры «ранчерос». Индейцы же не имели возможности покупать качественные орудия, растения и животных. Типичной формой землевладения стала асьенда, она удовлетворяла основные потребности помещика и его семьи, а пеоны приобретали необходимое им в хозяйской лавке, увеличивая тем самым свою задолженность.
Средства сообщения оставались на первобытном уровне — дороги не строились до конца XVIII в. Товары перевозили на мулах. На протяжении большей части колониального периода экономические связи Новой Испании в основном ограничивались торговыми отношениями с метрополией, которые осуществлялись только через Веракрус и один испанский порт — Севилью, а с 1717 г. — Кадис, прямая же торговля с иностранными государствами и с другими испанскими колониями (кроме Филиппин) запрещалась. Все товары облагались высокими таможенными пошлинами. Кроме того, при их продаже и перепродаже взимался особый налог — алькабала, размер которого на протяжении большей части XVII—XVIII в. и в первом десятилетии XIX в. составлял 6 % стоимости. Товары из метрополии и обратно перевозились до последней четверти XVIII в. только специальными флотилиями, а с Филиппин в порт Акапулько — так называемым манильским галеоном. Из-за высоких пошлин и засилья оптовиков-монополистов розничные цены в Мексике были в три-четыре раза выше европейских.
Многочисленные запреты и ограничения, сдерживавшие экономическое развитие страны, всё же не могли остановить рост мануфактурного и ремесленного производства, торговли, сельского хозяйства, наблюдавшийся в Новой Испании на рубеже XVIII и XIX вв.
В 1765—1778 гг. был произведен ряд либеральных реформ: колонии было разрешено торговать со всеми испанскими портами, американским колониям Испании разрешалось вести между собой торговлю, система флотилий отменялась, были отменены некоторые пошлины и уменьшен размер других. Эти меры способствовали оживлению торговли. Однако из-за неспособности метрополии удовлетворять весь объём колониальных потребностей значительное развитие получила контрабанда, первое место в которой занимали англичане. Такое положение сохранялось до англо-испанских войн. Либерализация торговли стимулировала производство и сельское хозяйство.

## Культура
В 1536 году при францисканском монастыре в Тлателолько был создан первый колледж Санта-Крус, он начал обучение 60 индейцев. 3 июня 1553 года в Мехико открылся университет, он имел четыре кафедры: теологии, юриспруденции, искусств и медицины. На кафедре искусств обучали латыни, риторике, логике, арифметике и геометрии, астрологии, музыке. Начальных школ к XVIII в. насчитывалось только 10. В 1538 году в Мехико появляется первая в Новом Свете типография. В течение XVI века в колонии было издано 114 книг. Появляется ряд хронистов — Торибио де Бенавенте, Бернардино де Саагун, в том числе индейских — Фернандо де Альва Иштлильшочитль.
Большим прорывом европейской науки в изучении растений стал объёмный, хорошо иллюстрированный, труд Франсиско Эрнандеса «История растений Новой Испании» (1570—1577), выполненный по заказу Филиппа II. В книгу вошли описания более 3000 растений и 500 животных, существовавших на территории современной Мексики. В то же самое время, но несколько более краткую работу о растениях в своём фундаментальном произведении «Общая история дел Новой Испании» (1576) написал Бернардино де Саагун. Обе книги опирались на сведения ацтеков об окружающем их мире, а потому могут считаться такими, которые мало подверглись европейскому влиянию. В дальнейшем рукопись Саагуна была забыта, но книгу Эрнандеса неоднократно заимствовали другие учёные: Хосе де Акоста, Нардо Антонио Рекки, Фабио Колонна, Хайме Онорато Помар, Грегорио Лопес, Федерико Чези, Хуан Барриос, Иоган де Лаэт, Иоан Эусебио Ньеремберг, Вильям Пизо, Роберт Лавэл, Джон Рэй, Джеймс Ньютон и другие.
Поэзия состояла в основном из христианских размышлений и произведений, восхваляющих монархов, господствовал стиль, изобретённый Карлосом Гонгорой. На этом фоне выделялась поэтесса Хуана Инес де ла Крус, чья любовная лирика отличалась тонкостью и эмоциональной глубиной. Широкое распространение получил театр, использовавшийся миссионерами для обращения индейцев в христианскую веру, в частности ауто — драматическое произведение с библейским сюжетом.
Величайшим творением Новой Испании стала архитектура мексиканского барокко. Из соединения испанских и индейских традиций родился стиль чурригереско. Для этого стиля характерна любовь к краскам и пышному орнаменту.

## Правители
Наместники:
- Эрнан Кортес (1521 — 24) (1524 — 26) (втор. аудиенсия 1531 — 35).
- Маркос де Агилар (и. о. 1526 — 27).
- Алонсо де Эстрада (и. о. 1527 — 28).

Вице-короли:
- Список вице-королей Новой Испании